# Котман, Джон Селл
Джон Селл Ко́тман (англ. John Sell Cotman; 16 мая 1782, Норидж — 24 июля 1842, Лондон) — английский художник и график романтического направления.

## Биография
Дж. С. Котман родился в графстве Норфолк на востоке Англии, в семье торговца тканями. В юности изучал живопись в мастерской художника Томаса Гёртина. В 1800 году прошла первая персональная выставка его работ в Королевской академии искусств в Лондоне. Будучи преимущественно пейзажистом и маринистом, Дж. Котман совершал многочисленные путешествия по всей Великобритании, делая зарисовки для своих полотен. В 1817−20 годы он трижды выезжал в Нормандию; эти поездки оказали большое влияние на творчество мастера. В 1822 году Дж. Котман выпустил альбомы эскизов, созданных в этих путешествиях во Францию. В 1825 году он вступил в «Общество художников-акварелистов» (англ. Society of Painters in Water-colours, позднее — «Королевское общество акварелистов», Royal Watercolour Society). Занимался педагогической деятельностью, преподавая рисунок первоначально в родном Норидже, а затем в лондонском «Королевском колледже» (англ. King’s College); в 1834 году Котман избирается профессором этого колледжа.
Дж. Котман известен как талантливый график, рисовальщик и акварелист, работы которого по искусству светового перехода в красках близки к японской цветной ксилографии и во многом являются предтечами произведений стиля модерн начала XX столетия. Художественные работы Дж. Котмана можно увидеть в ряде ведущих музеев Великобритании, в том числе в Британском музее.

## Личная жизнь
В 1809 году художник вступил в брак с Энн Майлс, от которой имел четырёх сыновей и дочь.

## Галерея

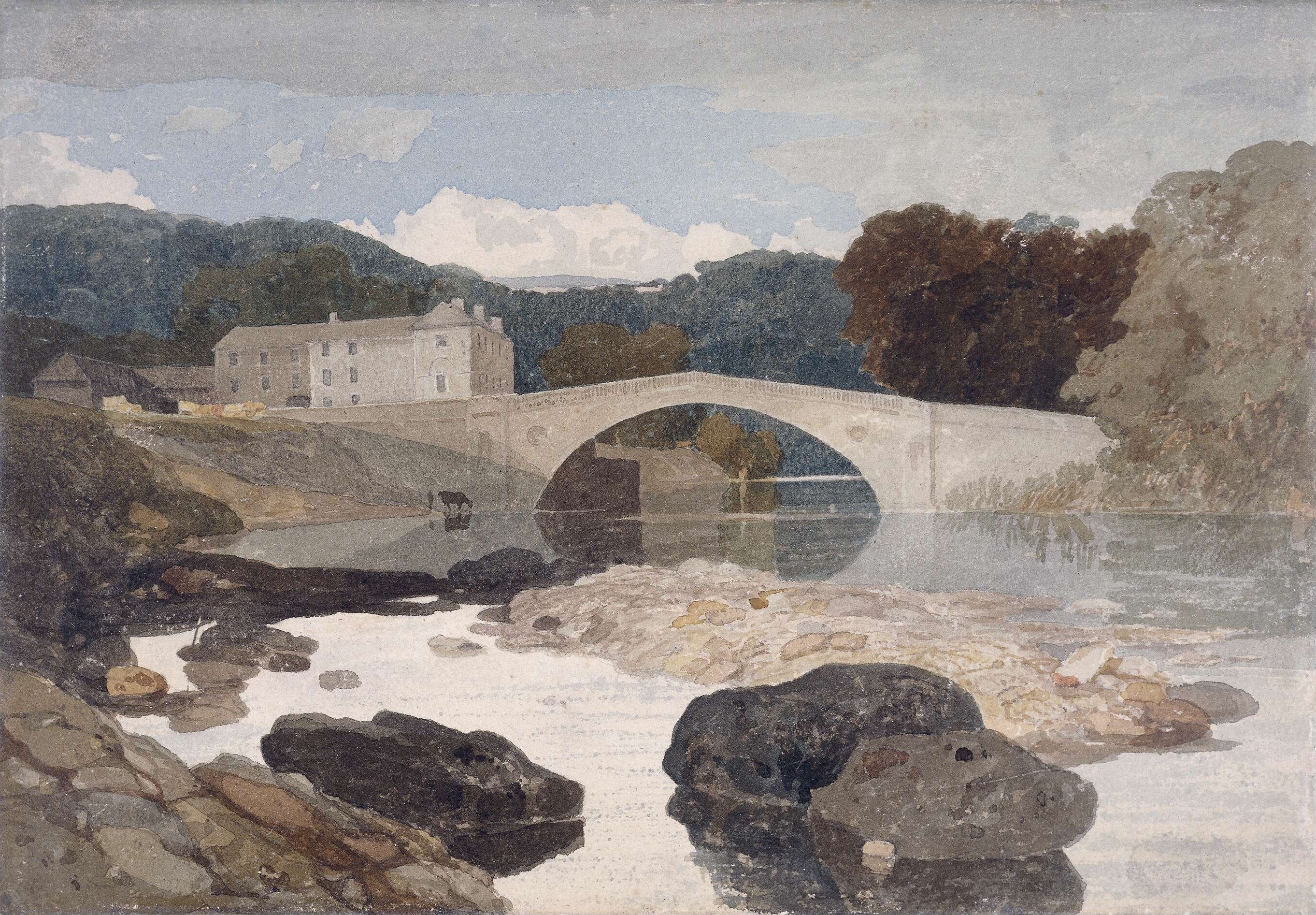
Мост Греты (1806)
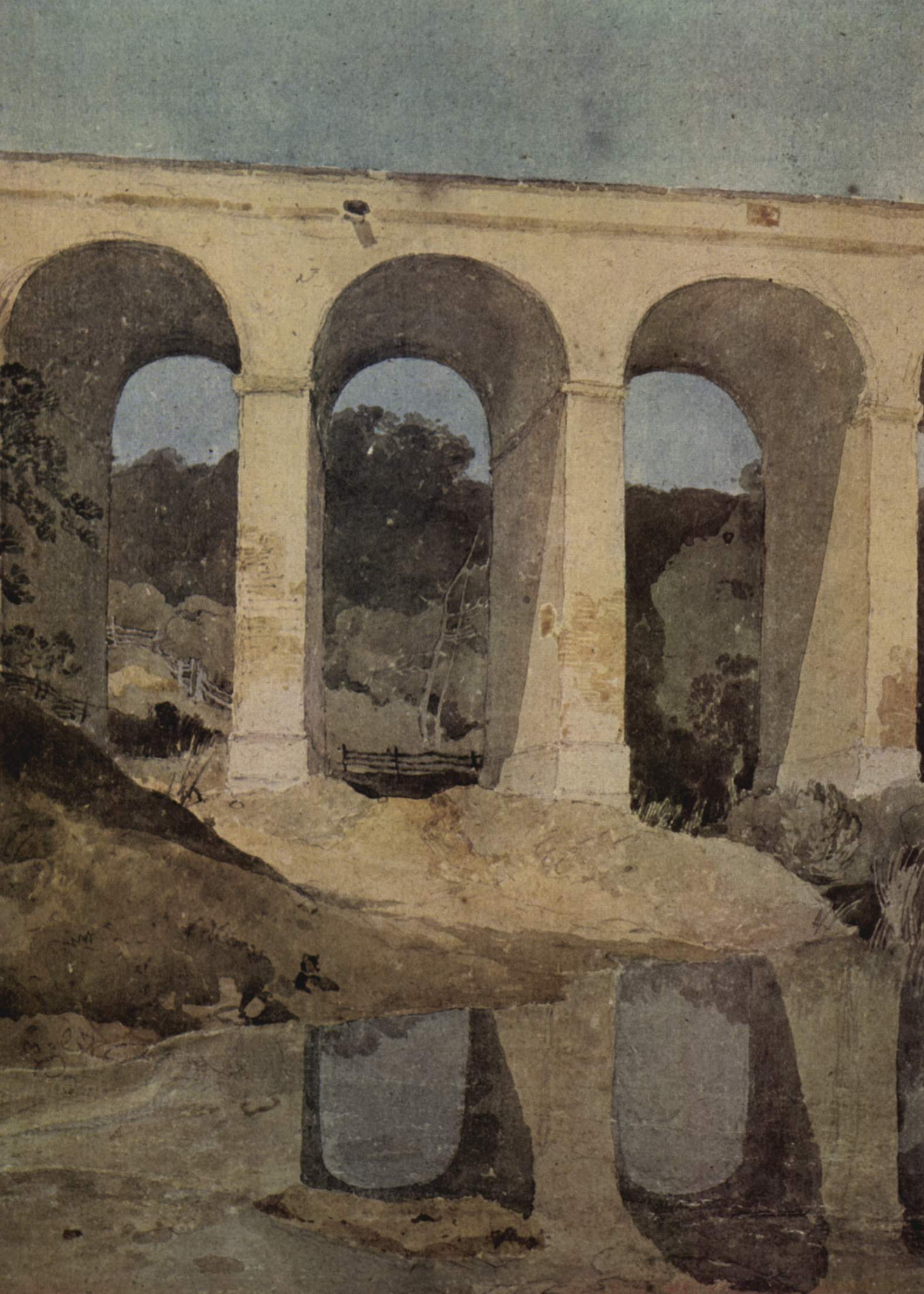
Чиркский акведук
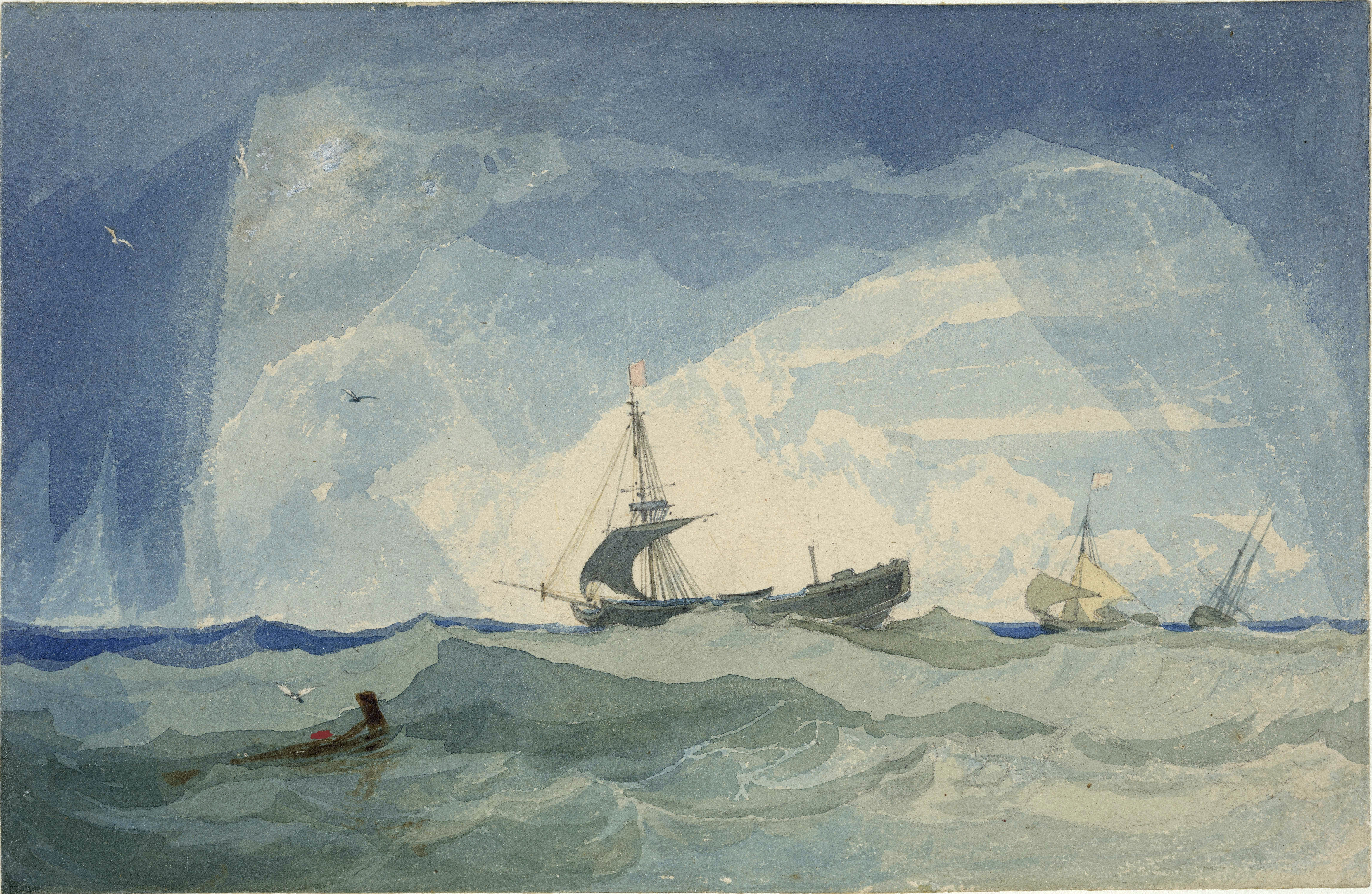
Бриг со сломанными мачтами
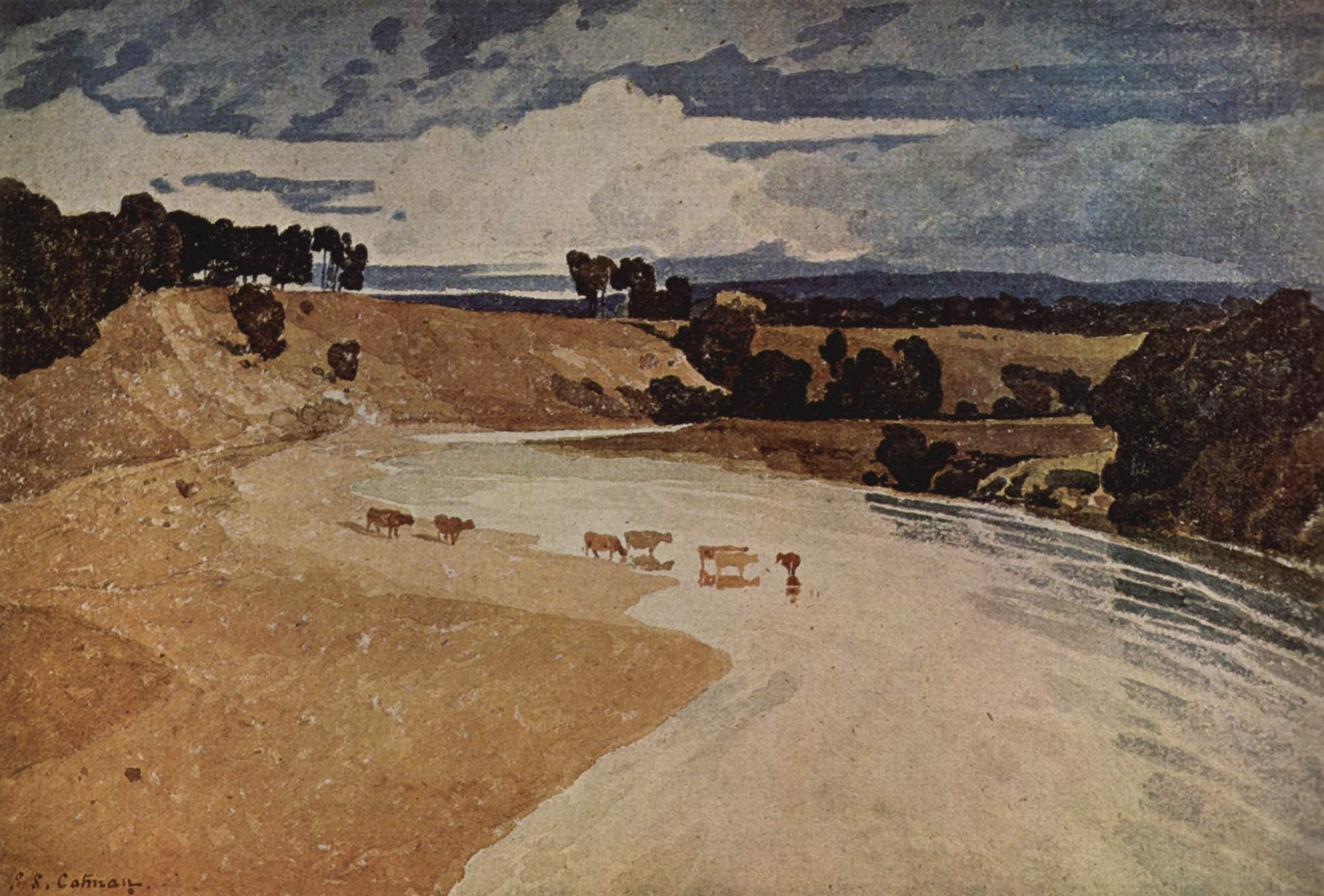
Речной пейзаж со стадом
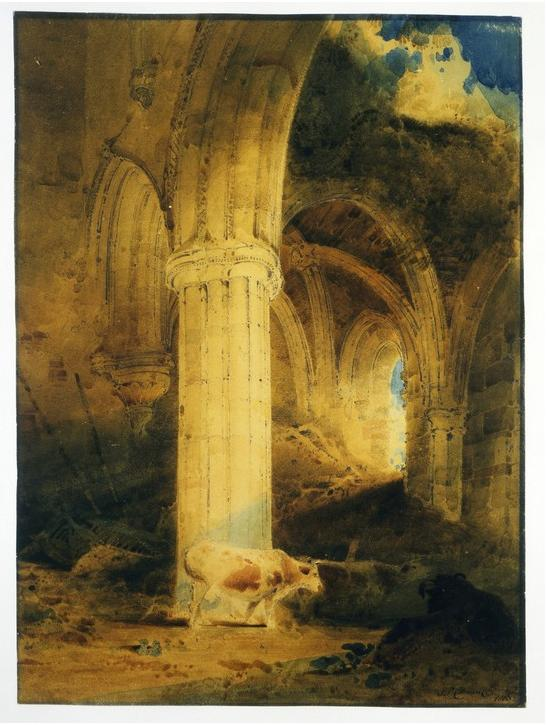
Руины Риволькского аббатства (1803)
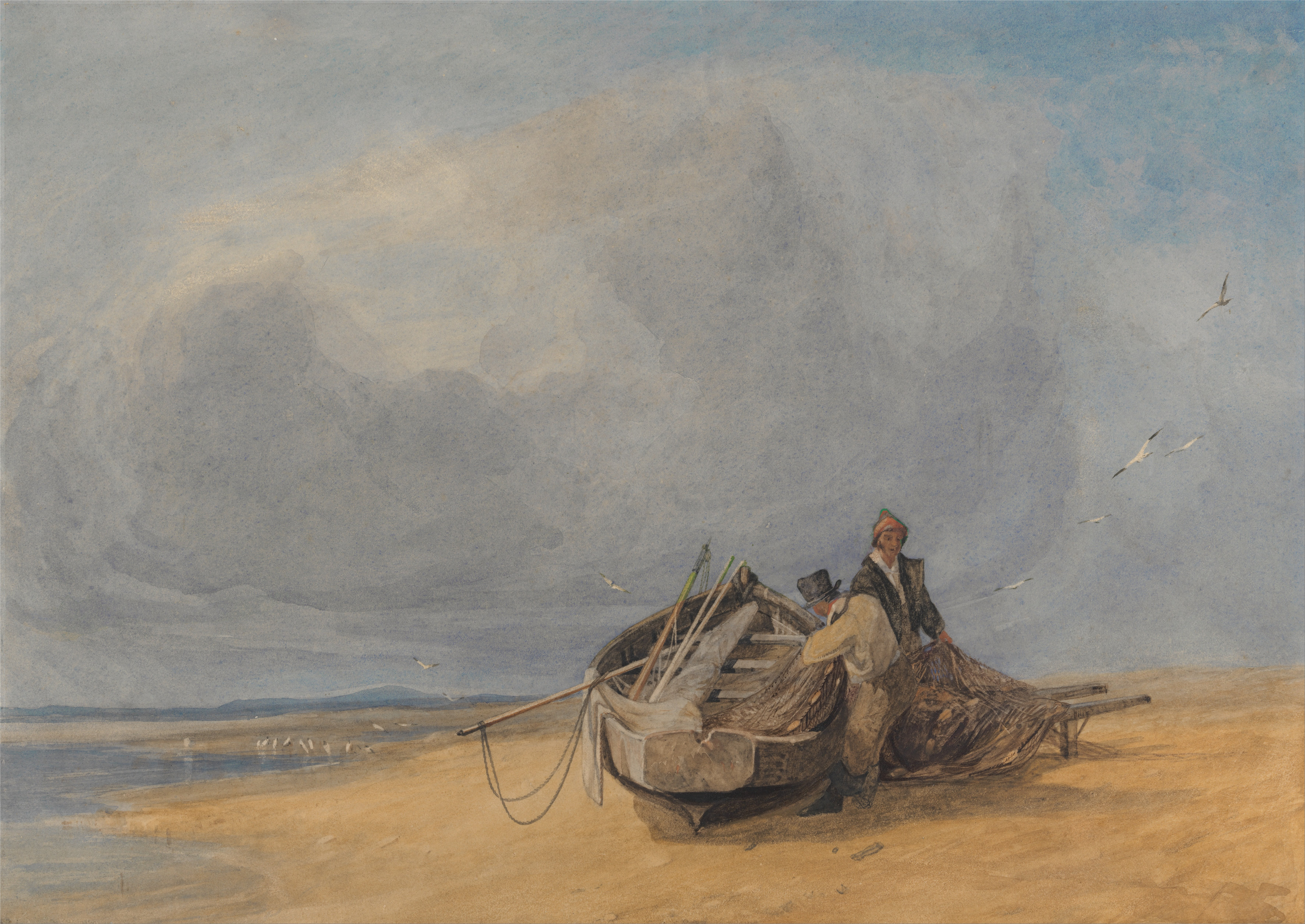
В песках у Ярмута